# Муттони, Франческо
Франческо Антонио Муттони (итал. Francesco Antonio Muttoni; 22 января 1669, Чима-ди-Порлецца — 21 февраля 1747, Виченца) — итальянский архитектор и теоретик архитектуры Венецианской республики. Исследователь творчества Андреа Палладио.

## Биография

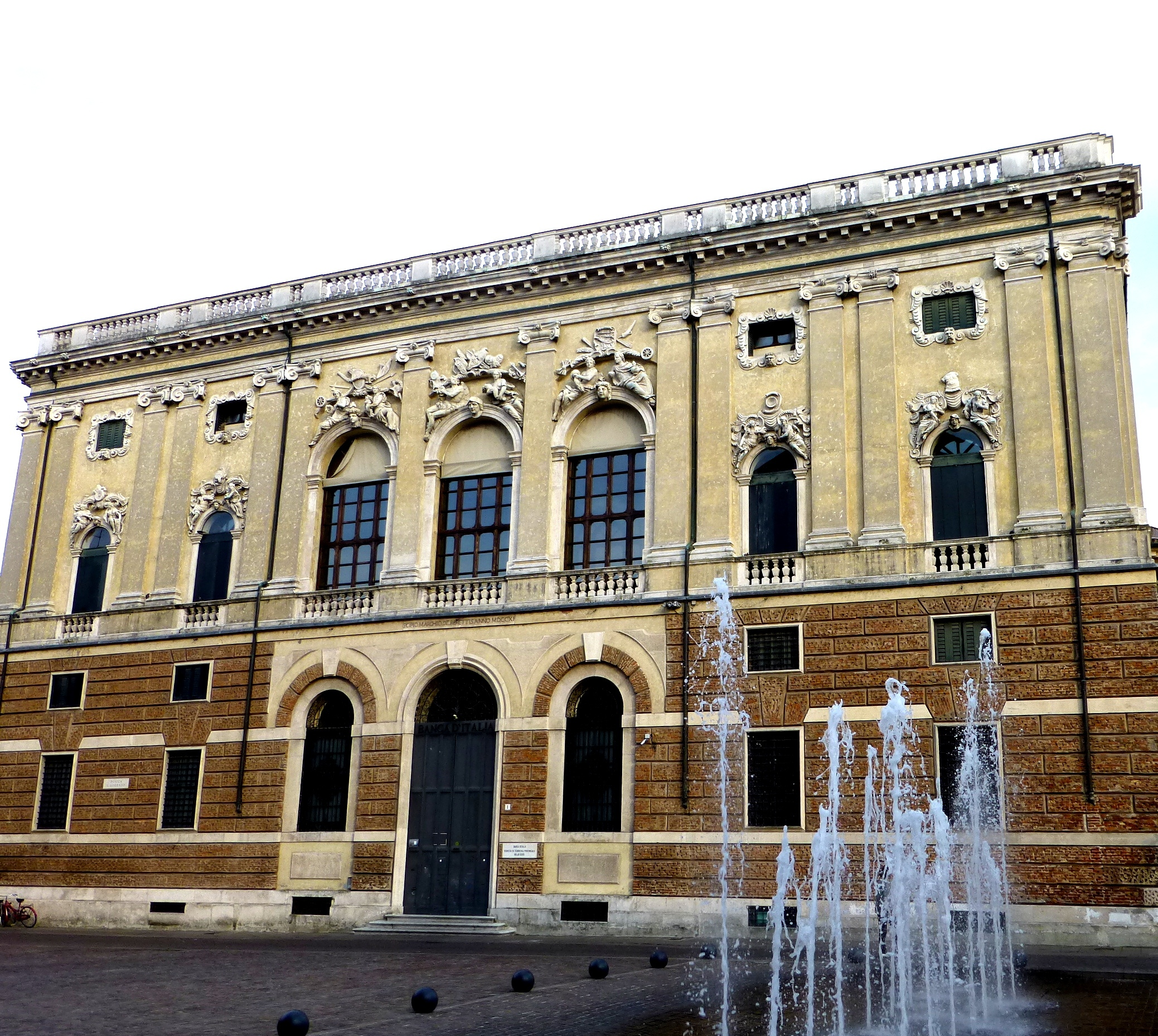
Палаццо Репета. Виченца. Архитектор Ф. Муттони

Франческо Муттони был уроженцем Чимы-ди-Порлецца, селения в итальянской области озера Лугано (ныне объединённой с Порлецца) провинции Комо региона Ломбардия.
После поездки в Рим, где Муттони попал под влияние произведений Франческо Борромини, он посетил Виченцу и был очарован дворцами Андреа Палладио. Он присоединился к «братству строителей и каменотёсов» (fraglia dei muratori e lapicidi) и с этого момента работал преимущественно в Виченце, заняв должность общественного архитектора.
Франческо Муттони провёл обширные исследования произведений Андреа Палладио, которому посвятил трактат «Архитектура Андреа Палладио» (Architettura di Andrea Palladio), издававшийся в Венеции с 1740 по 1748 год; работа планировалась в девяти томах, но удалось выпустить только два тома из-за преждевременной смерти самого Муттони и его коллеги Джорджо Доменико Фоссати. Исследования наследия Палладио вывели Виченцу из города провинциального значения и продемонстрировали передовые решения в архитектуре в соответствии со вкусом времени после опыта барокко. Таким образом, Муттони стал одним из первых интерпретаторов культурного обновления архитектуры Виченцы и всей Италии.
В качестве архитектора Муттони построил Палаццо Репета в Виченце, позаимствовав отдельные приёмы у Микеле Саммикели, который в XVI веке построил Палаццо Каносса в Вероне, откуда Муттони позаимствовал идею пилястр и больших окон; он добавил обилие декоративных элементов, которые оживляют фасад, а также балюстраду, увенчанную статуями (они не сохранились), которые, в свою очередь, будут воспроизведены в XIX веке при реконструкции Палаццо Каносса.
Франческо Муттони курировал расширение Палаццо-дель-Монте-ди-Пьета: фасад на Контра-дель-Монте, расширение церкви Сан-Винченцо. В 1706 году он проектировал Палаццо Вело в Борго-ди-Порта-Нова по заказу Джакомо Вело, взяв за образец палладианское Палаццо Кьерикати. Он также проектировал Палаццо Тренто-Вальмарана.
Одним из его шедевров является вилла да Порто, известная как «Вилла да Порто «Фаворита» (Сарего)», построенная по заказу Джамбаттиста да Порто в Монтичелло-ди-Фара (муниципалитета Сарего в провинции Виченца области Венето). Основой стал проект Палладио для виллы Людовико Триссино в Меледо, которая так и не была построена. Муттони достраивал палладианские Виллу Пьовене в Луго-ди-Виченца и Виллу Тьене в Куинто-Вичентино в провинции Виченца.
В 1740-х годах Франческо Муттони было поручено создать Портики Монте-Берико — реализацию палладианской идеи шестнадцатого века — в которой ритм фасада задается повторением ста пятидесяти арок, символа чёток Розария.

## Основные архитектурные работы (проектирование, строительство, реконструкции)
- Palazzo Repeta. Vicenza, 1701
- Ampliamento del Palazzo del Monte di Pietà. Vicenza, 1703—1706
- Portici di Monte Berico
- Palazzo Velo. Vicenza, 1707
- Palazzo Pojana in contra' San Tomaso. Vicenza
- Pieve di San Mauro abate a Costozza (fraz. di Longare), ricostruzione
- Palazzo Trento Valmarana. Vicenza, 1713 e 1717
- Villa Loschi Zileri dal Verme. Monteviale (VI), 1734
- Portici di Monte Berico. Vicenza, 1745

## Другие работы
- Villa Monza. 1715
- Le scuderie di Palazzo Porto Colleoni Thiene a Thiene (Vicenza)
- Scuderia di Palazzo Porto Colleoni Thiene (detto Castello). Thiene (Vicenza), 1710
- Villa Fracanzan Piovene per Giambattista Fracanzan, Orgiano (Vicenza), 1710
- Villa da Porto detta «La Favorita», per Giovanni Battista da Porto, Monticello di Fara, Sarego (Vicenza), 1714—1716
- Villa Monza ora sede del Municipio, Dueville (Vicenza), 1715
- Chiesa di San Mauro, Costozza di Longare (Vicenza), 1719
- Villa Trissino Marzotto, Trissino (Vicenza) (villa superiore), 1718 e 1722
- Villa Valmarana Morosini, Altavilla Vicentina (Vicenza), 1724
- Foresteria e scuderie di Villa Valmarana «Ai Nani». Vicenza, 1736
- Villa Capra, Sarcedo (Vicenza)
- Villa Cordellina, Montecchio Maggiore (Vicenza)
- Ristrutturazione di Chiesa e Convento di San Francesco alla Chiappetta, Bolzaneto (Genova)
- Chiesa prepositurale di san Michele, Leffe (Bergamo)
- Villa Angaran delle Stelle, Mason Vicentino

## Реконструкции построек А. Палладио
- Villa Almerico Capra detta la Rotonda, Vicenza
- Villa Piovene, Lonedo di Lugo di Vicenza
- Villa Thiene, Quinto Vicentino (Vicenza)